# Umm Salama
Umm Salama Hind bint Abī Umaiya (arabisch أم سلمة هند بنت أبي أميّة, DMG Umm Salama Hind bint Abī Umaiya, geb. ca. 580 oder 597, gest. zwischen 679 und 683) war die sechste Ehefrau des Propheten Mohammed. Sie heiratete ihn in zweiter Ehe. Ihr erster Ehemann war Abū Salama ibn ʿAbd al-Asad. Zusammen mit ihm nahm sie als eine der ersten Frauen in Mekka den Islam an. Die beiden wanderten nach Abessinien aus und folgten später dem Propheten nach Medina, um der Verfolgung durch die Mekkaner zu entgehen.
Umm Salama zählte zu den einflussreichsten Frauen in der frühislamischen Gemeinde und war nach dem Tode Mohammeds als Ratgeberin in religiösen Angelegenheiten sehr gefragt. Ibn Hadschar al-ʿAsqalānī wird mit der Aussage zitiert, Umm Salama sei eine Frau von „außergewöhnlicher Schönheit“ (ǧamāl bāriʿ) gewesen, die über einen scharfen Verstand, rasche Auffassungsgabe (faur ʿaql) und eine unerhörte Fähigkeit, zutreffende Urteile zu formulieren, verfügte. Bei Rechts- und Religionsgelehrten des islamischen Mittelalters galt sie auch als Fiqh-Expertin. Auf Umm Salama werden 378 Hadithe zurückgeführt, womit sie unter den weiblichen Überlieferern hinter ʿĀ'ischa bint Abī Bakr den zweiten Rang einnimmt. Für einige islamische Feministinnen ist Umm Salama ein großes Vorbild, denn sie setzte sich für die Gleichberechtigung von Frauen ein und scheute sich nicht vor der Konfrontation mit führenden Männern wie ʿUmar ibn al-Chattāb, dem zweiten Kalifen.

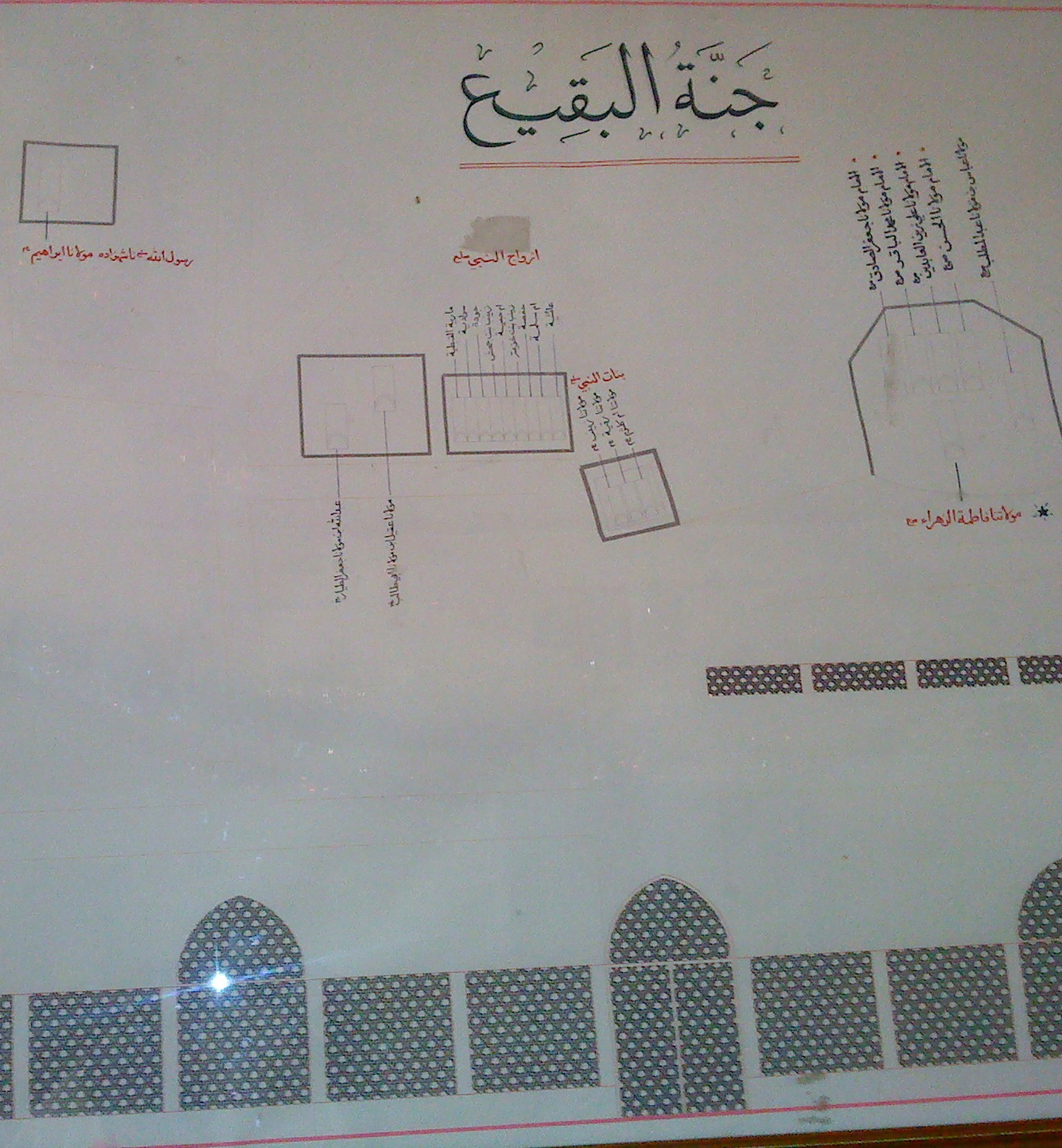
Die Grabstätte von Umm Salama neben derjenigen von Māriya al-Qibtīya, Zainab bint Dschahsch, Fātima bint Muhammad und Hafsa bint Umar auf einer schematischen Darstellung des al-Baqīʿ-Friedhofs

## Abstammung
Umm Salama gehörte dem Clan Machzūm aus dem Stamm der Quraisch an. Ihr vollständiger Nasab war Umm Salama Hind bint Abī Umaiya ibn al-Mughīra ibn ʿAbdallāh ibn ʿUmar ibn Machzūm. Ihr Vater Suhail Abū Umaiya war einer der bedeutenden Männer seines Clans und war für seine Großzügigkeit berühmt. Sein Haus war so freigebig, dass er mit den Jahren als Zād ar-Rakb bekannt wurde, was bedeutete, dass er die Karawanen mit Proviant versorgte. Wenn er reiste, wies er es zurück, dass die anderen ihr eigenes Essen mitbrachten und bestand darauf die Karawanen auf seine Kosten zu versorgen.
Umm Salamas Mutter ʿĀtika gehörte dem Stamm der Kināna an. Ihr Nasab war ʿĀtika bint ʿĀmir ibn Rabīʿa ibn Mālik ibn Dschadīma ibn ʿAlqama Dschidl at-Tiʿān ibn Firās ibn Ghanm ibn Mālik ibn Kināna.

## Erste Ehe mit Abū Salama

### Abū Salama ibn ʿAbd al-Asad
Abū Salama hieß ursprünglich ʿAbdallāh. Er war Sohn von ʿAbd al-Asad ibn Hilāl ibn ʿAbdallāh ibn ʿUmar ibn Machzūm, stammte aus dem gleichen Clan Machzūm wie seine Frau, gehörte jedoch einer anderen Familie an. Abū Salama wurde auch Dhū al-Hidschratain („derjenige, der zweimal die Hidschra vollzogen hat“) genannt, weil er sowohl die Hidschra nach Abessinien als auch diejenige nach Medina mitgemacht hatte. Seine Mutter war eine Tante des Propheten, Barra bint ʿAbd al-Muttalib ibn Hāschim, also war er Cousin Mohammeds und auch Bruder durch Milchverwandtschaft, beide wurden von einer Sklavin Abū Lahabs, eines Onkels von Mohammed, gestillt.

### Gemeinsame Kinder
Über die Anzahl und das Geschlecht ihrer Kinder herrscht Uneinigkeit, es ist von drei oder vier Kindern die Rede. ʿĀ'ischa ʿAbd ar-Rahmān Bint asch-Schāti', die ihre Informationen aus at-Tabarī bezieht, gibt an, dass sie zwei Söhne, Salama und ʿUmar, und zwei Töchter, Zainab und Barra, geboren habe. Bei Ibn Saʿd sind die Namen der Tochter Zainab und der Söhne Salama, ʿUmar und Durra erwähnt. Von Zainab selbst ist überliefert, dass sie ursprünglich Barra hieß, aber der Prophet ihr den Namen Zainab gab. Bekannt sind die Söhne Salama, mit dem Umm Salama nach Medina ausgewandert ist und von dem sie ihre Kunya (Umm Salama = „Mutter von Salama“) erhalten hat, und ʿUmar sowie die Tochter Zainab.
Mohammed soll die Kinder von Umm Salama sehr geliebt und als Familienangehörige betrachtet haben. Salama wählte er als Ehemann für die Tochter Umāma seines Onkels Hamza ibn ʿAbd al-Muttalib, der in der Schlacht von Uhud gefallen war. Zainab wuchs unter dem Schutz des Propheten auf und wurde eine der gelehrtesten Frauen ihrer Zeit. ʿUmar kämpfte später an der Seite des vierten Kalifen ʿAlī ibn Abī Tālib.

### Auswanderung nach Abessinien
Umm Salama und Abū Salama gehörten zu den ersten Anhängern des Propheten Mohammed. Als diese in Mekka unter schwierigen Bedingungen zu leiden hatten, wanderten einige, darunter die beiden, nach Abessinien aus. Ihr erster Sohn Salama, nach dem sie benannt wurden, ist dort geboren. Sie kehrten nach Mekka zurück, als sie dachten, dass die Situation sich gebessert hätte. Doch waren sie dort erneut der Verfolgung ausgesetzt. Als sie diese nicht länger aushalten konnten, entschied Abū Salama, wieder zu fliehen, diesmal nach Medina, wohin Mohammed bereits ausgewandert war.

### Auswanderung nach Medina
Die Geschichte ihrer Flucht ist tragisch. Als Abū Salama das Kamel mit Umm Salama und Salama darauf aus der Stadt führen wollte, hielten ihn Männer aus der Familie al-Mughīras auf. Sie verboten ihm, ihre Familienangehörige mitzunehmen und entrissen ihm die Zügel des Kamels. Dies machte die Familie der ʿAbd al-Asad wütend, denn sie beanspruchten den Sohn Salama für sich. So zogen beide Seiten an dem Kind, bis ihm ein Arm ausgerenkt war. Schließlich nahmen die Männer seines Vaters ihn mit, während die Familie al-Mughīra seine Mutter behielt. So ging Abū Salama alleine nach Medina, Umm Salama war getrennt von ihm und von ihrem Sohn. Nach der Überlieferung saß sie jeden Morgen in Mekka an einem Platz und trauerte bis zum Abend, dies für fast ein Jahr, bis sich ein Verwandter von ihr erbarmte. Er sprach beharrlich zu seinen Verwandten, bis sie Umm Salama erlaubten, ihrem Ehemann zu folgen. Gleichermaßen brachte der Stamm ʿAbd al-Asad ihren Sohn zurück. Daraufhin sattelte Umm Salama ihr Kamel, nahm ihren Sohn und ritt mit ihm alleine nach Medina, um dort ihren Ehemann zu finden. Etwa zwei Meilen entfernt von Mekka, traf sie ʿUthmān ibn Talha, der zu dieser Zeit noch Polytheist war und ihr anbot, sie zu begleiten, da er sie nicht alleine reisen lassen wollte. Er führte sie bis nach Medina in zuvorkommender Weise und zeigte ihr, in welchem Viertel sich Abū Salamas Haus befand. Dann kehrte er zurück nach Mekka. Umm Salama war unter den Emigranten die erste Frau und eine der wenigen Frauen, die sich alleine auf den Weg nach Medina machte.

### Der Tod von Umm Salamas Mann im Kampf für den Islam
Als der Prophet im zweiten Jahr der Hidschra (624) eine Schlacht gegen Dhū l-Uschaira führen wollte, übertrug er Abū Salama in der Zwischenzeit die Herrschaft von Medina. Mit dem Propheten nahm er später an der Schlacht von Badr und der Schlacht von Uhud teil. Bei letzterer zog er sich eine schwere Wunde zu. Als sich einige Männer nur zwei Monate nach Uhud gegen Mohammed und den Islam wandten und Mohammed in Erfahrung brachte, dass der Stamm Asad seine Leute rief, um sein Haus in Medina anzugreifen, rief er Abū Salama und beauftragte ihn, eine Truppe von 150 Männern zu führen, um gegen die Angreifer zu kämpfen. Abū Salama führte die Befehle des Propheten aus und überraschte seine Feinde in der Morgendämmerung. Er erreichte einen Sieg, kehrte triumphierend nach Medina zurück und stellte so die Würde wieder her, die die Muslime in Uhud verloren hatten. Abū Salama führte seine Männer in diese Schlacht, während er immer noch an der Wunde litt, die er sich in der Schlacht von Uhud zugezogen hatte, sie war nur teilweise geheilt. Der Kampf gegen den Stamm Asad erschöpfte ihn, die Wunde wurde gefährlich und verursachte seinen Tod. Der Prophet soll ihn an seinem Totenbett besucht haben und betend an seiner Seite geblieben sein, bis er starb. Nach Muhammad ibn Saʿd trat sein Tod am 8. Dschumādā th-thāniya des Jahres 4 (= 11. November 625) ein.

## Zeit zwischen den beiden Ehen

### „Wir gehören Gott und zu ihm kehren wir zurück“
Nach der islamischen Überlieferung erinnerte sich Umm Salama beim Tode Abū Salamas daran, dass er ihr einst vom Propheten die Worte überliefert hatte: „Wenn jemandem ein großes Unheil widerfahren ist, soll er diese Worte sprechen: »Wir gehören Gott und zu ihm kehren wir zurück. (arabisch إِنَّا لِلّهِ وَإِنَّـا إِلَيْهِ رَاجِعُونَ, DMG innā li-Llāhi wa innā ilaihi rāǧiʿūna, Sure 2, Vers 156). Gott, belohne mich für dieses Unglück und vergelte es mir mit etwas Besserem.« Und Gott wird ihn belohnen und dies mit etwas Besserem ersetzen.“ Umm Salama soll diese Worte gesprochen und sich dabei gefragt haben, welcher Ersatz ihr gegeben werden könnte, der besser wäre als Abū Salama? Gott habe ihr daraufhin einen besseren Ersatz gegeben (nämlich den Propheten).
Die Überlieferung besagt außerdem, dass Umm Salama ursprünglich mit Abū Salama einen Pakt habe vereinbaren wollen, dass sie sich jeweils nach dem Tod des anderen nicht wiederverheiraten, damit Gott sie im Paradies wiedervereinigt. Doch soll Abū Salama dies entschieden zurückgewiesen und zu ihr gesagt haben, dass sie in dem Fall, dass er zuerst sterbe, erneut heiraten soll. Er habe bei dieser Gelegenheit auch Gott für sie um die Versorgung mit einem besseren Mann als ihn gebeten, der sie weder betrübt noch verletzt.

### Heiratsanträge angesehener Männer
Nach der vorgeschriebenen Wartezeit (ʿidda) von Umm Salama hielt Abū Bakr um ihre Hand an, doch wies sie ihn behutsam zurück. Ihm folgte ʿUmar ibn al-Chattāb, doch hatte er nicht mehr Glück. Danach sandte der Prophet jemanden, um für ihn selbst um ihre Hand anzuhalten. Ein Bericht besagt, dass Umm Salama sich gewünscht hatte, dass ihr eine so große Ehre zu Teil würde, sie jedoch voller Zweifel war, einen angemessenen Platz im Haushalt des Propheten neben ʿĀ'ischa bint Abī Bakr und Hafsa bint ʿUmar auszufüllen, weil sie bereits älter war und Kinder hatte, um die sie sich kümmern musste. So ließ sie dem Propheten, um sich zu entschuldigen, ausrichten, dass sie voraussichtlich sehr eifersüchtig sein würde und außerdem alt sei und sich um ihre Kinder kümmern müsse. Mohammed antwortete, dass er älter sei als sie und Gott darum bitten würde, ihr ihre Eifersucht zu nehmen; was die Kinder anlange, so würden sich Gott und sein Prophet um sie kümmern.
Nach einer anderen Version des Berichts war der dritte Grund der Zurückweisung nicht das fortgeschrittene Alter, sondern die Tatsache, dass Umm Salama keinen Walī hatte, der sie hätte verheiraten können; Mohammed bat dann den Sohn Umm Salamas, der noch im Kindesalter war, als ihr Walī zu fungieren. Ein weiterer Grund für die Ablehnung soll gewesen sein, dass Umm Salama keine weiteren Kinder wünschte.

## Umm Salama als Ehefrau des Propheten

### Umm Salamas Position in Mohammeds Haushalt
Umm Salama und der Prophet Mohammed heirateten im Schawwāl des Jahres 4 der Hidschra. Das Ereignis fällt in das Jahr 626 n. Chr., Umm Salama soll 29 Jahre alt gewesen sein.
Umm Salama war die sechste Frau, die Mohammed heiratete. Mit Chadīdscha bint Chuwailid, seiner ersten Frau, hatte er 25 Jahre zusammengelebt. Nach deren Tod waren ihm in Mekka von Chaula bint Hākim aus dem Stamm der Banū Sulaim zwei Frauen vermittelt worden, nämlich Sauda bint Zamaʿa, die ältere Witwe eines treuen Gefährten, die sich hernach um Haus und Kinder Mohammeds kümmerte, und ʿĀ'ischa, die noch sehr junge Tochter seines Freundes Abū Bakr. Mit ihr lebte er erst später in Medina zusammen. Seine vierte Ehefrau war ebenfalls die Tochter eines engen Gefährten, Hafsa bint ʿUmar ibn al-Chattāb. Sie war bereits mit 18 Jahren Witwe geworden, worauf Mohammed ihr die Ehe anbot, nachdem sowohl Abū Bakr als auch ʿUthmān ibn ʿAffān sie zurückgewiesen hatten. Die fünfte Ehefrau, Zainab bint Chuzaima, war durch die Schlacht von Uhud Witwe geworden und lebte nur wenige Monate im Haus des Propheten. Nach ihrem Tod heiratete er Umm Salama, diese zog in das verlassene Haus von Zainab bint Chuzaima. Es lebten demnach zu diesem Zeitpunkt bereits vier Ehefrauen mit dem Propheten.

### Berichte über das Eheleben
Nachdem Mohammed mit Umm Salama die Ehe vollzogen hatte, soll er beim Verlassen ihres Hauses gesagt haben, dass sie ihrer Familie Ehre bereitet habe. Wenn sie möge, würde er ihr sieben Tage gewähren. Doch wenn er ihr sieben Tage zuteile, werde er den anderen Ehefrauen auch sieben Tage zuteilen. Nach einer anderen Version des Berichts bot Mohammed Umm Salama ebenfalls sieben Tage mit ihm an, mit dem Hinweis, dass dann die anderen Frauen ebenfalls sieben Tage bekämen oder sie könnte drei Tage haben und er würde dann den gewohnten täglichen Rhythmus mit den anderen fortsetzen. Umm Salama wählte die drei Tage.
Verschiedene Überlieferungen berichten davon, dass sich Umm Salama immer dann, wenn der Prophet zu ihr kommen wollte, ihre Tochter Zainab stillte. ʿAmmār ibn Yāsir, Umm Salamas Milchbruder, soll vermutet haben, dass sie das deswegen tat, weil er dann von ihr Abstand hielt. Er habe daraufhin zu ihr gesagt, dass sie dieses widerliche Spiel lassen möge, da es den Propheten verletze, und sie aufgefordert, ihre Tochter gehen zu lassen, um dem Propheten mehr Zeit widmen zu können. Schließlich habe Umm Salama zugestimmt, ihre junge Tochter Zainab zu einer Amme zu senden. Als der Prophet zu Umm Salama gekommen sei und nach dem Verbleib von „Zunab“ (wie er sie liebevoll nannte) gefragt habe, habe ʿAmmār erklärt: „Das Mädchen behindert das Eheleben des Propheten“. Dass Mohammed sich während der Stillzeit Umm Salama nicht körperlich näherte, wurde im Islam zum Präzedenzfall für die Ablehnung von sexuellen Beziehungen mit stillenden Müttern.

### Eifersucht von ʿĀ'ischa und Hafsa
Umm Salamas Ankunft im Haushalt Mohammeds sorgte nach der arabischen Überlieferung für Ärger bei seinen beiden jungen Ehefrauen ʿĀ'ischa und Hafsa, denn Umm Salama brachte Schönheit, Intelligenz, Stolz und eine edle Abstammung mit. Es wird berichtet, dass die beiden Frauen vorgaben, mit größtmöglichem Wohlwollen die neue Frau zu erwarten, ʿĀ'ischa diesen Part aber nicht lange spielen konnte, weil sie sehr eifersüchtig auf Umm Salama war. Besonders die beständige Zuneigung, die das Verhältnis des Propheten zu dieser Ehefrau kennzeichnete, die zudem sehr begabt darin war, eine gepflegte Konversation zu führen, soll ʿĀ'ischa betrübt und ihre Eifersucht befeuert haben. Ein weiterer Grund für ihre Eifersucht hatte mit dem prophetischen Wirken Mohammeds zu tun.
ʿĀ'ischa war bis dahin angeblich die einzige der Frauen Mohammeds gewesen, in deren Haus ihm Offenbarungen gekommen waren, und ʿĀ'ischa soll damit vor den anderen Frauen geprahlt haben. Diese Sonderstellung währte aber nur, bis Umm Salama in den Haushalt kam und folgender Vers zu Mohammed gesandt wurde, als er mit ihr zusammen war (5. Jahr der Hidschra, Anlass Abū Lubāba, Sure 9, Vers 102).
Mit ihrer Eifersucht steckte ʿĀ'ischa auch Hafsa an. Als ein Beispiel für die Eifersucht der beiden wird bei Bint asch-Schāti' ein Bericht angeführt, demzufolge sie eine Intrige gegen Umm Salama ausheckten. Nach diesem Bericht machte Umm Salama, wenn Mohammed zu ihr kam, gewöhnlich einen Topf Honig für ihn auf, weil er Honig sehr gern mochte. ʿĀ'ischa beobachtete dieses Verhalten und erzählte Hafsa davon. Um ihn davon abzuhalten, zu Umm Salama zu gehen, verabredeten ʿĀ'ischa auch Hafsa, ihn nach seinen Besuchen bei Umm Salama für seinen Mundgeruch zu tadeln. Als er ʿĀ'ischa besuchte, sagte sie zu ihm: „Ich rieche etwas an dir. Was hast du gegessen?“ Er sagte: „Honig bei Umm Salama.“ ʿĀ'ischa meinte dazu: „Bestimmt haben die Bienen die (schlecht riechende) Mimose besucht.“ Danach ging er zu Hafsa. Sie sagte dasselbe zu ihm. Der Prophet soll darüber betroffen gewesen sein. Als er wieder zu Umm Salama ging und sie ihm Honig anbot, wies er diesen zurück. Nach einem Bericht, der auf Umm Salama selbst zurückgeht, war dies sogar der Offenbarungsanlass für Sure 66, Vers 1: „Oh Prophet! Warum verbietest du dir etwas, was Gott dir erlaubt hat?“
ʿĀ'ischa bildete zusammen mit Hafsa und Sauda, die sie wegen ihrer Jugend bewunderte, die eine Gruppe unter den Ehefrauen Mohammeds, während Umm Salama eine zweite Gruppe mit späteren Ehefrauen um sich scharte, die Unterstützung durch Fātima bint Muhammad, die Tochter des Propheten, erhielt.

### Beratung des Propheten bei Hudaibiya
Der Prophet ließ sich bei seinen Unternehmungen stets von einer oder mehreren seiner Ehefrauen begleiten. Umm Salama war an vielen von ihnen beteiligt. Im sechsten Jahr der Hidschra (628) begleitete sie den Propheten auf der Pilgerfahrt nach Mekka, als die Quraisch ihn und seine Anhänger davon abhielten, die Heiligen Stätten zu besuchen. Bei dieser Gelegenheit wurde der Vertrag von Hudaibiya geschlossen, den Historiker später als großen Sieg betrachteten. Wie verschiedene Überlieferungen berichten, spielte Umm Salama bei diesem Ereignis eine herausragende Rolle. Unter den Anhängern Mohammeds gab es damals nämlich Ärger über die Vertragsbedingungen, vor allem bei ʿUmar ibn al-Chattāb. Die Sache wurde so ernst, dass ein Streit drohte. Daraufhin befahl der Prophet seinen Begleitern aufzustehen, die Opfertiere zu schlachten und sich zu rasieren, um das Ende der Pilgerreise zu markieren. Obwohl er diese Aufforderung dreimal wiederholte, reagierte niemand. Er ging zu Umm Salama und erzählte von dem Aufruhr. Sie soll daraufhin gesagt haben: „O Prophet Gottes, du möchtest deine Begleiter Tiere schlachten und sich rasieren sehen? Geh hinaus und sprich kein Wort zu einem von ihnen, bevor du nicht deine dicke Kamelstute geschlachtet hast und deinen Barbier gerufen hast, um dich zu rasieren.“ Der Prophet habe auf ihren Rat gehört, sei hinausgegangen und habe kein Wort gesprochen, bevor er sein Tier geschlachtet hatte und er rasiert war. Als die Begleiter dies sahen, folgten sie stillschweigend seinem Beispiel. Der Vertrag von Hudaibiya gilt als ein wichtiger Sieg im Islam. Nach diesem Vertrag hat sich die Anzahl der Muslime gemäß der arabischen Berichte mehr als verdoppelt.

### Ihre Rolle beim Streit um Māriya und Mohammeds Eheboykott
Als sie im achten Jahr der Hidschra nach Medina zurückkam, wurde Umm Salama von den anderen Ehefrauen unter Anführung von ʿĀ'ischa und Hafsa gegen seine Sklavin und Konkubine Māriya al-Qibtīya aufgehetzt. Sie bestanden darauf, dass sie sich ʿĀ'ischa unterwarf und damit einverstanden erklärte, ihre Intrigen gegen Māriya zu unterstützen. Māriya hatte im achten Jahr der Hidschra ihren Sohn Ibrāhīm geboren und Umm Salama, ʿĀ'ischa, Hafsa, Zainab und der Rest der Ehefrauen sahen die große Freude, die er beim Propheten auslöste. Diese Intrigen sollen der Grund dafür gewesen sein, dass sich Mohammed für einen Monat von seinen Frauen zu trennen. Ein anderer Bericht über den Rückzug des Propheten von seinen Frauen führt diesen auf ein früheres Ereignis mit Māriya zurück, als sie noch schwanger war und dadurch große Eifersucht bei den Ehefrauen auslöste, dass keine von ihnen Mohammed ein Kind schenken konnte.
Nach einem Bericht, der bei Ibn Saʿd überliefert ist, hat sich Umm Salama, als sich Mohammed von seinen Frauen zurückzog, gegen die Einmischung anderer Männer in die Eheangelegenheiten Mohammeds ausgesprochen. Der Bericht besagt, dass ʿUmar ibn al-Chattāb zum Propheten kam und ihn fragte, warum er nicht zum Gebet erschienen und so niedergeschlagen sei. Mohammed antwortete ihm, dass seine Ehefrauen etwas von ihm verlangten, was er nicht geben konnte. ʿUmar sprach mit Mohammed, bis sein Zustand sich besserte, ging danach zu Abū Bakr und erzählte ihm die Geschichte. Abū Bakr ging zu ʿĀ'ischa, um ihr zu sagen, dass sie nichts vom Propheten verlangen sollte, was er nicht hat. ʿUmar ging zu Hafsa und sagte Ähnliches zu ihr. Dann gingen beide zu den anderen Ehefrauen und begannen, diese zu ermahnen, bis sie zu Umm Salama kamen, und dies bei ihr erwähnten. Sie aber ermahnte Abū Bakr und ʿUmar: „Was für Sachen betreibt ihr beide hier? Der Prophet Gottes ist in unseren Angelegenheiten mehr berechtigt. Wenn er uns etwas verbieten will, wird er es uns verbieten. Wer sind wir, wenn wir nicht den Gesandten Gottes fragen? Gibt es irgendjemanden zwischen euch und euren Ehefrauen? Belastet euch nicht damit.“ Die beiden machten sich daraufhin, und die anderen Ehefrauen dankten Umm Salama für ihre Rede, da sie selbst keine Antwort für die beiden Männer gehabt hatten.

### Zurechtweisung von ʿUmar ibn al-Chattāb
In einem anderen Bericht ist davon die Rede, dass Umm Salama speziell dem späteren Kalifen ʿUmar ibn al-Chattāb entgegentrat, als dieser sich in das Verhältnis zwischen Mohammed und seinen Ehefrauen einmischen wollte. Hintergrund der Auseinandersetzung war, dass ʿUmar ibn al-Chattāb Streit mit seiner Frau hatte. Er erteilte ihr Anweisungen mit der Erwartung, dass sie diese ohne Widerspruch hinnehmen würde. Doch sie stellte ihm Gegenfragen, was ihn verärgerte. Sie sagte: „Wie seltsam, Sohn von al-Chattāb, dass du nicht darauf hingewiesen werden willst, während deine Tochter den Gesandten Gottes darauf hinweist, bis er den ganzen Tag ärgerlich bleibt.“ ʿUmar ging sofort zu Hafsa und fragte sie: „Tochter, plagst du den Propheten, so dass er den ganzen Tag ärgerlich ist?“ Sie bejahte dies. Dann ging er zu Umm Salama, weil sie seine Verwandte war, und sprach mit ihr darüber. Diese war empört: „Wie erstaunlich, o Sohn von al-Chattāb, du mischst dich in alles ein, nun sogar in die Angelegenheiten zwischen dem Propheten und seinen Ehefrauen.“ Sie wies ihn zurecht und sprach mit ihm, bis sein Ärger abflaute und er ihr Recht gab.
Bei Ibn Saʿd wird die Situation ausführlicher geschildert. ʿUmar besuchte nach dem Streit mit seiner Frau seine Tochter Hafsa und sagte zu ihr, dass sie vielleicht dem Propheten widersprechen würde, so wie Aischa es mache, doch sie besitze weder die Vorrangstellung Aischas noch die Schönheit von Zainab bint Dschahsch. Dann ging er zu Umm Salama und fragte sie, ob die Ehefrauen mit dem Propheten sprechen und ihm sogar widersprechen würden. Umm Salama war erzürnt und sagte: „Wie außergewöhnlich! Ist es deine Aufgabe, dich in die Angelegenheiten des Gesandten Gottes und seiner Ehefrauen einzumischen? Bei Gott, wir sprechen mit ihm. Wenn es ihn stört, ist das seine Sache. Wenn er es uns verbieten würde, würde uns das mehr beeinflussen, als wenn dies von dir kommt.“ Daraufhin bereute ʿUmar, was er zu den Ehefrauen gesagt hatte.

### Einsatz für die Belange der Frauen
Verschiedene Berichte sprechen davon, dass sich Umm Salama gegenüber Mohammed für die Belange der Frauen einsetzte. So soll sie kritisiert haben, dass sich der Koran nur an die Männer richten würde. Die Antwort darauf soll der Koranvers Sure 33, Vers 35 sein, der explizit so formuliert ist, dass auch Frauen angesprochen werden. In der Übersetzung von Hartmut Bobzin lautet er: „Siehe, den muslimischen Männern und muslimischen Frauen, den gläubigen Männern und gläubigen Frauen, den frommen Männern und frommen Frauen, den Wahrheit sprechenden Männern und Wahrheit sprechenden Frauen, den geduldigen Männern und geduldigen Frauen, den demütigen Männern und demütigen Frauen, den wohltätigen Männern und wohltätigen Frauen, den fastenden Männern und fastenden Frauen, den Männern und Frauen, die ihre Scham bewahren, den Männern und Frauen, die Gottes oft gedenken, all denen hält Gott Vergebung und reichen Lohn bereit.“ Der Koranvers stellte klar, dass beide Geschlechter als Gläubige und Mitglieder der Gemeinschaft gleichgestellt sind. 
Aus einer anderen Überlieferung geht hervor, dass Umm Salama die Bezeichnung „Mütter der Gläubigen“ (ummuhāt al-muʾminīn), die für die Ehefrauen Mohammeds verwendet wurde, ebenfalls in diesem allgemeingültigen Sinn verstanden wissen wollte. Die Überlieferung besagt, dass nach Offenbarung des Koranverses, wonach die Ehefrauen des Propheten Mütter der Gläubigen seien (Sure 33, Vers 6), eine Frau zu ʿĀ'ischa sagte: „Oh Mutter!“ ʿĀ'ischa antwortete darauf: „Ich bin nicht eure Mutter, ich bin die Mutter eurer Männer.“ Von Umm Salama ist dazu überliefert, dass sie sagte: „Ich bin die Mutter eurer Männer und eurer Frauen.“
Auch mit einer anderen Forderung tat sich Umm Salama hervor. So soll sie zu Mohammed gesagt haben: „Gesandter Gottes, weshalb ziehen die Männer in den Krieg und wir nicht?“ oder in einer anderen Version: „Gesandter Gottes, die Männer ziehen in den Krieg, und uns wird das Recht darauf verweigert, während wir das Recht zu erben haben!“ Es ging bei dieser Frage um ein eigenes Einkommen, also einer Unabhängigkeit der Frauen von sie unterhaltenden Männern und um Gleichberechtigung. Frauen und Kinder wurden nämlich in vorislamischer Zeit mit der Begründung vom Erbe ausgeschlossen, dass sie nicht an Überfällen oder Kriegen teilnahmen und daher keine Beute erlangen konnten.

### Letzte Jahre mit Mohammed
Umm Salama begleitete Mohammed auch bei dem Feldzug nach Chaibar (628) sowie bei der Eroberung Mekkas, der Schlacht von Hunain gegen die Stämme Hawāzin und Thaqīf und seinem Sieg von Ta'if (630). Als Mohammed im Jahre 632 krank wurde, war sie damit einverstanden, dass er im Haus von ʿĀ'ischa gepflegt wurde.

## Nach Mohammeds Tod
Unter der Herrschaft der ersten beiden Kalifen, Abū Bakr und ʿUmar ibn al-Chattāb, lebte Umm Salama sehr zurückgezogen. Ihre wenigen Interventionen betrafen hauptsächlich die Verteidigung der Rechte und Pflichten der Frauen aufgrund ihres Status als Gläubige. Denn es entwickelten sich Tendenzen, die Frau aus der Moschee auszuschließen und ihr die Pilgerfahrt zu untersagen. 

### Einsatz für ʿAmmār ibn Yāsir unter ʿUthmān
Unter dem dritten Kalifen ʿUthmān ibn ʿAffān gab es die ersten Zeichen einer kritischeren und stärker eingreifenden Haltung eines Teils der Prophetenwitwen, vor allem von Umm Salama und ʿĀ'ischa. Dies geschah, als der Kalif ʿAmmār ibn Yāsir, den Milchbruder von Umm Salama, mit dem Stock schlagen ließ, da ʿAmmār den schlechten Umgang mit öffentlichen Geldern beanstandet hatte. Es war seine Schwester, die den leblosen Körper zu sich nahm und gesund pflegte. Auch versammelte sie die empörten Eltern. Zornig schickte ʿUthmān einen Brief an Umm Salama, in dem er sie fragte, was diese Versammlung zu bedeuten hätte. In ihrer scharfen Entgegnung forderte sie ihn auf, sein Führungsverhalten zu ändern. Umm Salama zögerte nicht mit dem Kalifen hart ins Gericht zu gehen. Doch blieb sie in einer Haltung, um Kritik gegenüber dem Kalifen zu üben, die den konventionellen Normen des Ratschlags und der Zurechtweisung entsprach und von vielen Frauen dieser Epoche gezeigt wurde.

### Parteinahme für ʿAlī ibn Abī Tālib
Im Jahr 35 (656), nach dem Mord an ʿUthmān ibn ʿAffān, absolvierte Umm Salama die Pilgerfahrt mit den anderen Ehefrauen, doch sie blieb nicht an der Seite von ʿĀ'ischa in Mekka, sondern machte sich sofort wieder auf den Weg nach Hause. Im politischen Kampf wagte ʿĀ'ischa mit der Kamelschlacht den Aufstand. Ein Briefwechsel zwischen den beiden Witwen, der folgte, zeigt, dass Umm Salama ʿĀ'ischa wegen unangebrachtem Verhaltens für eine Frau, überdies Mutter der Gläubigen, anklagte. Zur gleichen Zeit begab sie sich an die Seite des vierten Kalifen ʿAlī ibn Abī Tālib.
Von Umm Salama ist überliefert, dass sie zu ʿAlī sagte: „Führer der Gläubigen, wenn ich damit Gott nicht missachten würde und du mich nicht zurückweisen würdest, würde ich mit dir kommen. Aber hier ist mein Sohn ʿUmar, der mir lieber ist als mein eigenes Leben. Er wird mit dir ziehen und bei deinen Kämpfen an deiner Seite sein.“ So ging ʿUmar mit ʿAlī und blieb bei ihm. ʿAlī ernannte ʿUmar danach zum Statthalter von Bahrain. Zu ʿĀ'ischa sprach Umm Salama vehement folgende Worte: „Was ist das, was ich über dich gehört habe, du ziehst in den Kampf? Gott steht hinter seinem Volk. Wenn ich hinausziehen würde, wie du es tust, und wenn man mir gesagt hätte, ich würde das Paradies ernten, ich würde mich schämen, Mohammed zu begegnen, die Abgeschiedenheit verletzt zu haben, die er mir auferlegt hat.“

### Wirken als religiöse Ratgeberin
Nach der Rückkehr von ʿĀ'ischa aus der Kamelschlacht kam wahrscheinlich eine Versöhnung der beiden Witwen zustande. Sie befanden sich beide in einer privilegierten Position, praktizierten und übermittelten die Worte des Propheten. Beide besaßen jeweils ein Exemplar der uthmanischen Ausgabe des Korans. ʿĀ'ischa scheint später auch die bedeutende Rolle Umm Salamas als Ehefrau des Propheten anerkannt zu haben. Als man sie danach fragte, welche seiner Ehefrauen für den Propheten von Bedeutung gewesen sei, soll sie geantwortet haben, dass sie selbst viel mit ihm zusammen gewesen sei und Zainab bint Dschahsch und Umm Salama einen wichtigen Platz bei ihm eingenommen hätten. Die beiden seien diejenigen Ehefrauen gewesen, die ihm als die liebsten Frauen nach ihr galten.
Wie ʿĀ'ischa und Hafsa konnte Umm Salama wahrscheinlich lesen und schreiben. So sind Briefe von ihr in den Quellen aufgezeichnet. Mit ihrer Tochter Zainab bint Abī Salama sowie Umm Habība und Umm ʿAtīya gehörte sie zu einer Gruppe von Frauen, die sich zu religiösen Fragen sich untereinander austauschten und befragten. Wie ʿĀ'ischa und Umm Habība nahm Umm Salama eine essenzielle Rolle ein bei der Betrachtung von Koranaussagen und Verifizierung von Hadithen. Ihr Zeugnis war von großer Bedeutung.
Umm Salama wurde auch als Autorität in religiösen Fragen betrachtet und aufgesucht, wenn derartige Fragen einer Klärung bedurften. Ein Beispiel ist ihre Auskunft zu der Frage über die Wartezeit (ʿidda) einer schwangeren Witwe. Es gab diesbezüglich Unsicherheit, weil sich im Koran zwei einschlägige Aussagen finden, die unterschiedliche Regeln vorsehen: 1. dass die Wartezeit einer Witwe bis zur Wiederverheiratung vier Monate und zehn Tage beträgt (Sure 2, Vers 234), 2. dass die Wartezeit einer schwangeren Frau bis zur Entbindung dauert (Sure 65, Vers 4). Ein Bericht, der von Sulaimān ibn Yasār überliefert wird, besagt, dass sich Abū Salama ibn ʿAbd ar-Rahmān und ʿAbdallāh ibn ʿAbbās mit Abū Huraira trafen und mit ihm dieses Thema diskutierten. Ibn ʿAbbās war der Auffassung, dass die Wartezeit für eine schwangere Witwe der längere der beiden Zeiträume sei. Abū Salama dagegen meinte, dass die Wartezeit mit der Geburt endete. Sie konnten sich nicht einigen. Abū Huraira schloss sich der Meinung seines Neffen Abū Salama an. Dann sandten sie jemanden zu Umm Salama, um sie zu befragen. Sie erzählte vom Fall der Subaiʿa al-Aslamīya, deren Mann wenige Tage vor der Entbindung starb, und des Propheten Erlaubnis, dass sie sich nach der Geburt ihres Kindes wiederverheiraten durfte. Damit trug sie zur Klärung der Frage bei.
In einzelnen Fragen vertraten ʿĀ'ischa und Umm Salama gegensätzliche Auffassungen, wie zum Beispiel hinsichtlich der eheauschließenden Milchverwandtschaft. Während ʿĀ'ischa der Auffassung war, dass in dem Fall, dass eine Frau ihre Milch fünf Mal einem Erwachsenen gab, sie bereits zu seinem Mahram geworden sei und ihn somit nicht mehr heiraten dürfe, war Umm Salama der Meinung, dass nur solches Stillen die Heirat verbiete, das Teil der Ernährung sei und vor dem Alter der Entwöhnung erfolgte. Die Meinungsverschiedenheit hatte auch mit der unterschiedlichen Beurteilung einer Anweisung Mohammeds zu tun. Er hatte der Frau seines Gefährten Abū Hudhaifa empfohlen, dem im gemeinsamen Haushalt lebenden Sklaven Sālim etwas von ihrer Milch zu geben, um so ein Milchverwandtschaftsverhältnis mit ihm zu begründen. Dies sollte den Umgang mit ihm entspannter machen, da die beiden auf diese Weise nicht mehr heiraten durften. Mohammed soll gesagt haben: „Gib Sālim deine Milch, dann wirst du unrechtmäßig für ihn und Abū Hudhaifa wird beruhigt sein.“ ʿĀ'ischa berief sich bei ihrer Beurteilung der Frage auf diese Empfehlung Mohammeds. Umm Salama meinte dagegen, dass dies nur eine spezielle Erlaubnis für die Frau von Abū Hudaifa gewesen sei, und verwies darauf, dass alle anderen Ehefrauen Mohammeds es ablehnten, Männer, die auf diese Weise mit ihnen milchverwandt waren, bei sich zu empfangen.
Manchmal scheint aber ʿĀ'ischa die religiöse Kompetenz Umm Salamas höher eingeschätzt zu haben als ihre eigene. So wird berichtet, dass von einigen Männern jemand zu ʿĀ'ischa geschickt wurde, um sich nach einer bestimmten Gebetspraxis Mohammeds zu erkundigen. Diese verwies ihn weiter an Umm Salama, da sie dazu keine Auskunft geben konnte. Umm Salama trug dann zur Klärung dieser Frage bei. Unklar ist, wer von den beiden Frauen die Frauen beim Gebet anführte, wenn sie zusammen beteten. Nā'ila bint al-Farāfisa al-Hanafīya und Raita al-Hanafīya berichteten, dass ʿĀ'ischa sie im Gebet anführte, indem sie in ihrer Mitte stand. Hudschaira berichtete dagegen, dass Umm Salama die Frauen angeführt habe. Sie berichtete auch: „Umm Salama führte uns im ʿAsr-Gebet an, indem sie in unserer Mitte stand.“ Wie viele an diesen Gebeten teilnahmen und ob es sich um reine Frauengruppen handelte, wird nicht erwähnt.

### Lebensende
Zum Todeszeitpunkt Umm Salamas gibt es unterschiedliche Angaben. Maria Senoglu zitiert Ibn al-Dschauzī mit der Aussage, dass Umm Salama als letzte der Prophetenfrauen im Jahr 59 oder 62 starb und 84 Jahre alt wurde. Bei Muhammad ibn Saʿd ist verzeichnet, dass sie im Dhū l-Qaʿda im Jahre 59 der Hidschra starb. Nach einer anderen Überlieferung starb Umm Salama nach der Schlacht von Kerbala (680) und dem dortigen Massaker an al-Husain ibn ʿAlī und seinen Anhängern und Verwandten. Ibn Hadschar al-ʿAsqalānī schreibt in al-Iṣāba, dass sie Ende des 61. Jahres der Hidschra starb, nachdem sie die Nachricht vom Tod von al-Husains erhalten hatte. Es wird auch berichtet, dass sie ein Jahr danach noch gelebt hätte und gestorben sei, als sie hörte, dass Yazīd ibn Muʿāwiya eine Armee im Jahr 63 nach Medina gesandt hatte, um das Haus von ʿAlī zu zerstören. Sie starb wahrscheinlich als letzte Prophetenfrauen. Magali Morsy meint dagegen, dass Maimūna bint al-Hārith, die 681 starb, im 61. Jahr Hidschra, noch länger lebte als sie.

## Bedeutung für die Nachwelt

### Ihre Rolle als Überlieferin von Hadithen
Wie ʿĀ'ischa gehörte Umm Salama zu den ersten Quellen der Authentifikation von Hadithen für die Gelehrten. Es gab viele männliche Gelehrte, die sich auf Umm Salama bezogen und von ihr berichteten. Insgesamt werden 378 Hadith auf Umm Salama zurückgeführt, 13 davon sind sowohl bei al-Buchārī als auch bei Muslim ibn al-Haddschādsch verzeichnet, bei al-Buchārī drei weitere und bei Muslim 13 weitere von ihr. Nach ʿĀ'ischa ist sie die Frau, die die meisten Hadīthe überliefert hat. Die Gelehrten lobten die Zuverlässigkeit und Stärke der Isnād der Berichte von Umm Salama. Al-Hākim berichtete, dass Ahmad ibn Hanbal, Yahyā ibn Maʿīn und ʿAlī ibn al-Madinī sich mit einer Gruppe Hadith-Experten trafen und die beste aller guten Ketten diskutierten. Einer von ihnen sagte: „Die beste ist: Schuʿba von Qatāda ibn Diʿāma von Saʿīd ibn al-Musaiyab von Āmir, dem Bruder von Umm Salama, von Umm Salama.“
Ausschlaggebend für die Anerkennung der Echtheit einer Überlieferung war auch die grundsätzliche Vertrauenswürdigkeit der Person, die einen Prophetenausspruch erinnerte. Dabei haben die Frauen, die Mohammed besonders nahestanden, und besonders diejenigen, die als gelehrt bekannt waren wie ʿĀ'ischa und Umm Salama, eine Vorrangstellung. „Wenn beide identische Aussagen machten, galt dies geradezu als Garant der Authentizität.“

### Moderne Interpretationen als „emanzipierte“ Frau und Vorläuferin des Feminismus
Aufgrund der Berichte über Umm Salamas Gelehrsamkeit, Intelligenz, ihre Rolle als Ratgeberin des Propheten und ihr entschiedenes Eintreten für die Belange der Frauen erscheint Umm Salama vielen modernen Autorinnen und Autoren als Typ der „emanzipierten“ Frau. Magali Morsy hebt hervor, dass Umm Salama mit Mohammed nicht nur über religiöse Angelegenheiten sprach, sondern auch Fragen zum Platz der Frau in der islamischen Gesellschaft stellte. Diese interne Debatte im Haus des Propheten sei vorrangig durch Umm Salama geführt worden. Morsy meinte, dass Umm Salama sogar als Feministin bezeichnet werden könne, da sie sich für die Rechte der Frauen starkgemacht habe. Sie habe in ihren Gesprächen mit dem Propheten versucht, die Aufgabenbereiche der Frauen zu präzisieren und sich mit Stolz und Kraft für ihre Vorrechte eingesetzt.
Auch Doris Decker interpretiert Umm Salama als eine Vorkämpferin für eine Anerkennung und Gleichwertigkeit der Frauen in der muslimischen Gemeinschaft. Sie macht dies unter anderem daran fest, dass Umm Salama sich bewusst mit der koranischen Botschaft befasst und darauf aufmerksam gemacht hat, dass Frauen darin nicht explizit angesprochen werden. Dies habe sie als Diskriminierung des weiblichen Geschlechts empfunden.

### Arabische Quellen
- Muhammad Ibn Saʿd az-Zuhrī: Kitāb aṭ-Ṭabaqāt al-kabīr. Bd. 10 (fī n-nisāʾ). Ed. ʿAlī Muhammad ʿUmar. 1. Auflage. Maktabat al-Ḫānǧī, Kairo 2001, ISBN 9-77504687-4. S. 85–94. Digitalisat - Englische Übersetzung Muhammad Ibn Saʿd az-Zuhrī: The women of Medina. Aus dem Arabischen von Aisha Bewley. Ta-Ha Publ., London 1995, ISBN 1-89794024-6.
- Muḥammad ibn Ǧarīr aṭ-Ṭabarī: The History of al-Tabarī. Bd. 16 The Community Divided. Englische Übersetzung von Adrian Brockett. State University of New York Press, Albany 1997, ISBN 0-7914-2391-3.

### Sekundärliteratur
- ʿĀ'ischa ʿAbd ar-Rahmān Bint asch-Schāti': The wives of the prophet. Aus dem Arabischen von Matti Moosa und D. Nicholas Ranson. 1. Auflage. Gorgias Press, Piscataway (NJ) 2006, ISBN 1-59333398-6.
- Doris Decker: Frauen als Trägerinnen religiösen Wissens. Konzeptionen von Frauenbildern in frühislamischen Überlieferungen bis zum 9. Jahrhundert. Kohlhammer, Stuttgart 2013, ISBN 978-3-1702233-5-6 (Dissertation).
- Doris Decker: „Weibliche Politik im Frühislam am Beispiel von Muḥammads Frau Umm Salama“ in Marburg journal of religion. 19 (2017) 1–22. Digitalisat
- Fatima Mernissi: Der politische Harem. Mohammed und die Frauen. Aus dem Französischen von Veronika Kabis-Alamba.1. Auflage. Dağyeli, Frankfurt a. M. 1989, ISBN 3-89329-112-1.
- Magali Morsy: Les femmes du Prophète. Mercure de France, Paris 1989, ISBN 2-7152-1598-3.
- Mohammad Akram Nadwī: al-Muhaddithāt: the women scholars in Islam. Interface Publications, Oxford 2007, ISBN 978-0-9554545-1-6.
- Michaela Mihriban Özelsel: Frau im Islam. In der Tradition und heute. Betrachtungen aus kulturanthropologischer Perspektive. (Erstveröffentlichung in der Zeitschrift „Dialog der Religionen“, 2. Jg. Heft 2, S. 154–173, 1992, ISSN 0939-5539) Gesellschaft Muslimischer Sozial- und Geisteswissenschaftler e. V., Köln 2002.
- Ruth Roded: „Umm Salama Hind“ in The Encyclopaedia of Islam. New Edition Bd. X, S. 856.
- Maria Senoglu: „Sie weinte und fiel in Ohnmacht.“ Die weibliche Heiligenfigur im Spiegel der Ṭabaqāt-Literatur. Nūr al-ḥikma. Interdisziplinäre Schriftenreihe zur Islamwissenschaft, Bd. 7. Dr. Kovač, Hamburg 2012, ISBN 978-3-8300658-3-8 (Dissertation).